# Mémoires d'exil

Mémoires d'exil est une série documentaire en six épisodes de 70 minutes réalisée par Frédéric Mitterrand en 1999.
Centrée sur la vie des dynasties (Romanov, Hohenzollern et Habsbourg) renversées et exilées après la Première Guerre mondiale, Mémoires d'exil a été diffusée par France 2, avant d'être éditée en coffret DVD puis adaptée sous forme de livre.

## Synopsis
Ruinés et exilés par la vague de révolutions qui secoue l'Europe centrale et orientale après la Première Guerre mondiale, les survivants des anciennes dynasties régnantes de Russie (Romanov), d'Allemagne (Hohenzollern) et d'Autriche-Hongrie (Habsbourg) s'adaptent difficilement à leur nouvelle vie. Tandis que certains poursuivent leurs combats en faveur de la restauration de la monarchie, d'autres flirtent avec les régimes dictatoriaux qui s'imposent dans de nombreux pays.

## Épisodes
1. « Le phénix Romanoff »
2. « Les combats de Otto de Habsbourg »
3. « Le tsarévitch de Biarritz »
4. « Hohenzollern / Armageddon »
5. « L'autre Russie »
6. « Les héritiers du souvenir »

## Accueil critique
Composée d'images d'archives et d'interviews de personnalités du Gotha, Mémoires d'exil a reçu un accueil critique plus mitigé que Les Aigles foudroyés, autre série de Frédéric Mitterrand centrée sur la vie des dynasties européennes avant et pendant la Première Guerre mondiale. Le journal Libération y voit ainsi une « saga mielleuse ».

## Sortie DVD
Un coffret composé de 2 DVD est édité par France Télévisions Distribution en 2000. D'une durée totale de 7 heures, il reprend l'intégralité des six épisodes originaux.

## Livre
- Frédéric Mitterrand, Mémoires d'exil, Robert Laffont, 1999, 333 p. (ISBN 978-2-221-09023-7).